# Letonjoki
Letonjoki är en sjö i Kiruna kommun i Lappland och ingår i Torneälvens huvudavrinningsområde. Sjön har en area på 0,033 kvadratkilometer och ligger 404,3 meter över havet.

## Delavrinningsområde
Letonjoki ingår i det delavrinningsområde (759587-176424) som SMHI kallar för Utloppet av Kätkijärvi. Medelhöjden är 411 meter över havet och ytan är 27,12 kvadratkilometer. Räknas de 19 avrinningsområdena uppströms in blir den ackumulerade arean 336,29 kvadratkilometer. Idijoki (Jierijoki) som avvattnar avrinningsområdet har biflödesordning 3, vilket innebär att vattnet flödar genom totalt 3 vattendrag innan det når havet efter 452 kilometer. Avrinningsområdet består mestadels av skog (53 procent) och sankmarker (39 procent). Avrinningsområdet har 1,98 kvadratkilometer vattenytor vilket ger det en sjöprocent på 7,3 procent.